# Mapsós
Mapsós (Mapsos) är en ort i Grekland.   Den ligger i prefekturen Nomós Korinthías och regionen Peloponnesos, i den sydöstra delen av landet, 80 km väster om huvudstaden Aten. Mapsós ligger 420 meter över havet och antalet invånare är 174.
Terrängen runt Mapsós är kuperad. Runt Mapsós är det ganska glesbefolkat, med 23 invånare per kvadratkilometer. Närmaste större samhälle är Korinth, 13,4 km nordost om Mapsós. 